# 古交镇
古交镇，是中华人民共和国山西省运城市新绛县下辖的一个乡镇级行政单位。

## 行政区划
古交镇下辖以下地区：
新纺社区、上院村、桥西村、中社村、翠岭村、王村、下船头村、南苏村、北王马村、南王马村、龙泉村、中苏村、闫家庄村、永丰庄村、下院村、中古交村、北古交村、辛堡村、丁村、北刘村、前刘村、周流村和南李村。